# Bellangi, Tirthahalli
Bellangi là một làng thuộc tehsil Tirthahalli, huyện Shimoga, bang Karnataka, Ấn Độ.